# Danh sách cầu thủ tham dự giải vô địch bóng đá U-19 châu Âu 2004
Các cầu thủ sinh trong hoặc sau ngày 1 tháng 1 năm 1985 được phép tham gia giải đấu. Tuổi của cầu thủ được tính đến ngày 13 tháng 7 năm 2004 – ngày khai mạc giải đấu. Các cầu thủ in đậm từng thi đấu cho đội tuyển quốc gia.

## Bảng A

### Bỉ
Huấn luyện viên:  Marc Van Geersom
| Số | Vt | Cầu thủ             | Ngày sinh (tuổi)            | Số trận | Câu lạc bộ         |
| -- | -- | ------------------- | --------------------------- | ------- | ------------------ |
| 1  | TM | Glenn Verbauwhede   | 19 tháng 5, 1985 (19 tuổi)  |         | Club Brugge        |
| 2  | HV | Antony Spinosa      | 16 tháng 8, 1985 (18 tuổi)  |         | Willem II          |
| 3  | TV | Nico Van Der Linden | 12 tháng 3, 1985 (19 tuổi)  |         | Verbroedering Geel |
| 4  | HV | Thomas Vermaelen    | 14 tháng 11, 1985 (18 tuổi) |         | Ajax               |
| 5  | HV | Nicolas Lombaerts   | 20 tháng 3, 1985 (19 tuổi)  |         | Gent               |
| 6  | TV | Dickson Agyeman     | 14 tháng 9, 1985 (18 tuổi)  |         | Germinal Beerschot |
| 7  | TV | Jonathan Legear     | 13 tháng 4, 1987 (17 tuổi)  |         | Anderlecht         |
| 8  | TĐ | Jurgen Raeymaeckers | 3 tháng 5, 1985 (19 tuổi)   |         | Lierse             |
| 9  | TĐ | Björn Vleminckx     | 1 tháng 12, 1985 (18 tuổi)  |         | Beveren            |
| 10 | TV | Faris Haroun        | 21 tháng 5, 1985 (19 tuổi)  |         | Racing Genk        |
| 11 | TV | Luwamo Garcia       | 1 tháng 5, 1985 (19 tuổi)   |         | VVV-Venlo          |
| 12 | TM | Olivier Werner      | 16 tháng 4, 1985 (19 tuổi)  |         | Mons               |
| 13 | TV | Michaël Lacroix     | 14 tháng 10, 1985 (18 tuổi) |         | Eendracht Aalst    |
| 14 | HV | Jan Wuytens         | 9 tháng 6, 1985 (19 tuổi)   |         | PSV                |
| 15 | TV | Grégory Rondeux     | 8 tháng 5, 1985 (19 tuổi)   |         | Eupen              |
| 16 | TV | Killian Overmeire   | 6 tháng 12, 1985 (18 tuổi)  |         | Lokeren            |
| 17 | TV | Prince Asubonteng   | 6 tháng 3, 1986 (18 tuổi)   |         | Germinal Beerschot |
| 18 | TĐ | Stijn De Smet       | 27 tháng 3, 1985 (19 tuổi)  |         | Cercle Brugge      |

### Ý
Huấn luyện viên:  Paolo Berrettini
| Số | Vt | Cầu thủ                  | Ngày sinh (tuổi)           | Số trận | Câu lạc bộ     |
| -- | -- | ------------------------ | -------------------------- | ------- | -------------- |
| 1  | TM | Emiliano Viviano         | 1 tháng 12, 1985 (18 tuổi) |         | Cesena         |
| 2  | HV | Devis Nossa              | 7 tháng 2, 1985 (19 tuổi)  |         | Internazionale |
| 3  | HV | Phápsco Battaglia        | 26 tháng 4, 1985 (19 tuổi) |         | Torino         |
| 4  | TV | Antonio Nocerino         | 9 tháng 4, 1985 (19 tuổi)  |         | Genoa          |
| 5  | HV | Michele Canini           | 5 tháng 6, 1985 (19 tuổi)  |         | Atalanta       |
| 6  | HV | Andrea Coda              | 25 tháng 4, 1985 (19 tuổi) |         | Empoli         |
| 7  | TV | Cristian Antonio Agnelli | 23 tháng 9, 1985 (18 tuổi) |         | Verona         |
| 8  | TV | Daniele Galloppa         | 15 tháng 5, 1985 (19 tuổi) |         | Triestina      |
| 9  | TĐ | Andrea Alberti           | 15 tháng 1, 1985 (19 tuổi) |         | Sambenedettese |
| 10 | TV | Riccardo Montolivo       | 18 tháng 1, 1985 (19 tuổi) |         | Atalanta       |
| 11 | TĐ | Tonino Sorrentino        | 12 tháng 3, 1985 (19 tuổi) |         | Parma          |
| 12 | TM | Gianluca Curci           | 7 tháng 12, 1985 (18 tuổi) |         | Roma           |
| 13 | HV | Andrea Masiello          | 5 tháng 2, 1986 (18 tuổi)  |         | Juventus       |
| 14 | HV | Matteo Teoldi            | 12 tháng 5, 1985 (19 tuổi) |         | Arezzo         |
| 15 | TV | Lorenzo Carotti          | 31 tháng 1, 1985 (19 tuổi) |         | Como           |
| 16 | TV | Simone Bentivoglio       | 29 tháng 5, 1985 (19 tuổi) |         | Juventus       |
| 17 | TĐ | Liborio Bongiovanni      | 24 tháng 1, 1985 (19 tuổi) |         | Torino         |
| 18 | TĐ | Riccardo Meggiorini      | 4 tháng 9, 1985 (18 tuổi)  |         | Internazionale |

### Thụy Sĩ
Huấn luyện viên:  Pierre-André Schürmann
| Số | Vt | Cầu thủ            | Ngày sinh (tuổi)            | Số trận | Câu lạc bộ      |
| -- | -- | ------------------ | --------------------------- | ------- | --------------- |
| 1  | TM | Swen König         | 3 tháng 9, 1985 (18 tuổi)   |         | Aarau           |
| 2  | HV | Stefan Iten        | 5 tháng 2, 1985 (19 tuổi)   |         | Grasshopper     |
| 3  | HV | Arnaud Bühler      | 17 tháng 1, 1985 (19 tuổi)  |         | Aarau           |
| 4  | TV | Johan Djourou      | 18 tháng 1, 1987 (17 tuổi)  |         | Arsenal         |
| 5  | HV | Veroljub Salatic   | 14 tháng 11, 1985 (18 tuổi) |         | Grasshopper     |
| 6  | TV | Blerim Džemaili    | 12 tháng 4, 1986 (18 tuổi)  |         | Zürich          |
| 7  | TV | Valon Behrami      | 19 tháng 4, 1985 (19 tuổi)  |         | Verona          |
| 8  | HV | Reto Ziegler       | 16 tháng 1, 1986 (18 tuổi)  |         | Grasshopper     |
| 9  | TĐ | Goran Antić        | 4 tháng 7, 1985 (19 tuổi)   |         | Neuchâtel Xamax |
| 10 | TĐ | Fabrizio Zambrella | 1 tháng 3, 1986 (18 tuổi)   |         | Brescia         |
| 11 | TĐ | Slaviša Dugić      | 17 tháng 1, 1985 (19 tuổi)  |         | Aarau           |
| 12 | TM | Diego Würmli       | 13 tháng 9, 1985 (18 tuổi)  |         | Basel II        |
| 13 | HV | Henri Siqueira     | 15 tháng 1, 1985 (19 tuổi)  |         | Neuchâtel Xamax |
| 14 | TV | Sandro Burki       | 16 tháng 9, 1985 (18 tuổi)  |         | Young Boys      |
| 15 | HV | Michael Diethelm   | 24 tháng 1, 1985 (19 tuổi)  |         | Lucerne         |
| 16 | TĐ | Miloš Malenović    | 14 tháng 1, 1985 (19 tuổi)  |         | Wohlen          |
| 17 | TĐ | Guilherme Afonso   | 15 tháng 11, 1985 (18 tuổi) |         | Twente          |
| 18 | HV | Christian Schlauri | 30 tháng 3, 1985 (19 tuổi)  |         | Basel II        |

### Ukraina
Huấn luyện viên:  Pavlo Yakovenko
| Số | Vt | Cầu thủ               | Ngày sinh (tuổi)            | Số trận | Câu lạc bộ       |
| -- | -- | --------------------- | --------------------------- | ------- | ---------------- |
| 1  | TM | Oleksiy Prokhorov     | 3 tháng 4, 1985 (19 tuổi)   |         | Dynamo-2 Kyiv    |
| 2  | TV | Maksym Trusevich      | 1 tháng 8, 1985 (18 tuổi)   |         | Borysfen         |
| 3  | HV | Dmytro Chygrynskiy    | 7 tháng 11, 1986 (17 tuổi)  |         | Shakhtar Donetsk |
| 4  | HV | Anatoliy Kitsuta      | 22 tháng 12, 1985 (18 tuổi) |         | Dynamo-2 Kyiv    |
| 5  | HV | Oleksandr Yatsenko    | 24 tháng 2, 1985 (19 tuổi)  |         | Dynamo-2 Kyiv    |
| 6  | HV | Serhiy Rozhok         | 25 tháng 4, 1985 (19 tuổi)  |         | Dynamo-2 Kyiv    |
| 7  | HV | Andriy Proshyn        | 19 tháng 2, 1985 (19 tuổi)  |         | Dynamo-2 Kyiv    |
| 8  | TĐ | Oleksandr Aliyev      | 3 tháng 2, 1985 (19 tuổi)   |         | Dynamo-2 Kyiv    |
| 9  | TV | Oleksandr Sytnyk      | 2 tháng 1, 1985 (19 tuổi)   |         | Dynamo-2 Kyiv    |
| 10 | TĐ | Artem Milevskiy       | 12 tháng 1, 1985 (19 tuổi)  |         | Dynamo Kyiv      |
| 11 | TĐ | Oleksandr Gladkiy     | 24 tháng 8, 1987 (16 tuổi)  |         | Metalist Kharkiv |
| 12 | TM | Bohdan Shust          | 4 tháng 3, 1986 (18 tuổi)   |         | Karpaty          |
| 13 | TV | Ivan Kotenko          | 28 tháng 4, 1985 (19 tuổi)  |         | Dnipro           |
| 14 | TV | Kostyantyn Kravchenko | 24 tháng 9, 1986 (17 tuổi)  |         | Dnipro           |
| 15 | HV | Hryhoriy Yarmash      | 4 tháng 1, 1985 (19 tuổi)   |         | Dynamo-2 Kyiv    |
| 16 | TĐ | Dmytro Vorobey        | 10 tháng 5, 1985 (19 tuổi)  |         | Dynamo-2 Kyiv    |
| 17 | TV | Volodymyr Samborskyi  | 29 tháng 8, 1985 (18 tuổi)  |         | Metalist Kharkiv |
| 18 | TV | Oleksandr Maksymov    | 13 tháng 2, 1985 (19 tuổi)  |         | Metalist Kharkiv |

## Bảng B

### Đức
Huấn luyện viên:  Dieter Eilts
| Số | Vt | Cầu thủ            | Ngày sinh (tuổi)            | Số trận | Câu lạc bộ              |
| -- | -- | ------------------ | --------------------------- | ------- | ----------------------- |
| 1  | TM | René Adler         | 15 tháng 1, 1985 (19 tuổi)  |         | Bayer Leverkusen        |
| 2  | HV | Marcell Jansen     | 4 tháng 11, 1985 (18 tuổi)  |         | BoNga Mönchengladbach   |
| 3  | HV | Michael Stegmayer  | 12 tháng 1, 1985 (19 tuổi)  |         | Bayern Munich II        |
| 4  | HV | Marvin Matip       | 25 tháng 9, 1985 (18 tuổi)  |         | VfL Bochum              |
| 5  | TĐ | Nicky Adler        | 23 tháng 5, 1985 (19 tuổi)  |         | 1860 Munich             |
| 6  | TV | Stephan Bork       | 29 tháng 1, 1985 (19 tuổi)  |         | Schalke 04 II           |
| 7  | TV | Paul Thomik        | 25 tháng 1, 1985 (19 tuổi)  |         | Bayern Munich II        |
| 8  | TV | Andreas Ottl       | 1 tháng 3, 1985 (19 tuổi)   |         | Bayern Munich II        |
| 9  | TĐ | Mario Gómez        | 10 tháng 7, 1985 (19 tuổi)  |         | VfB Stuttgart           |
| 10 | TĐ | Michael Delura     | 1 tháng 7, 1985 (19 tuổi)   |         | Schalke 04              |
| 11 | TV | Christian Gentner  | 14 tháng 8, 1985 (18 tuổi)  |         | VfB Stuttgart           |
| 12 | TM | Florian Fromlowitz | 2 tháng 7, 1986 (18 tuổi)   |         | 1. FC Kaiserslautern II |
| 13 | HV | Raphael Schaschko  | 7 tháng 6, 1985 (19 tuổi)   |         | VfB Stuttgart II        |
| 14 | TV | Oliver Hampel      | 2 tháng 3, 1985 (19 tuổi)   |         | Hamburger SV II         |
| 15 | TV | Enis Alushi        | 22 tháng 12, 1985 (18 tuổi) |         | 1. FC Köln II           |
| 16 | HV | Lukas Sinkiewicz   | 9 tháng 10, 1985 (18 tuổi)  |         | 1. FC Köln              |
| 17 | TV | Alexander Huber    | 25 tháng 2, 1985 (19 tuổi)  |         | Eintracht Frankfurt     |
| 18 | TV | Ashkan Dejagah     | 5 tháng 7, 1986 (18 tuổi)   |         | Hertha BSC              |

### Ba Lan
Huấn luyện viên:  Andrzej Zamilski
| Số | Vt | Cầu thủ              | Ngày sinh (tuổi)            | Số trận | Câu lạc bộ              |
| -- | -- | -------------------- | --------------------------- | ------- | ----------------------- |
| 1  | TM | Łukasz Fabiański     | 18 tháng 4, 1985 (19 tuổi)  |         | Lech Poznań             |
| 2  | HV | Piotr Celeban        | 25 tháng 6, 1985 (19 tuổi)  |         | Pogoń Szczecin          |
| 3  | HV | Grzegorz Bartczak    | 21 tháng 6, 1985 (19 tuổi)  |         | Zagłębie Lubin          |
| 4  | HV | Klaudiusz Łatkowski  | 12 tháng 3, 1985 (19 tuổi)  |         | Ostrowiec Świętokrzyski |
| 5  | HV | Sebastian Madera     | 30 tháng 5, 1985 (19 tuổi)  |         | Widzew Łódź             |
| 6  | TĐ | Marcin Tarnowski     | 6 tháng 2, 1985 (19 tuổi)   |         | Amica Wronki            |
| 7  | TV | Tomasz Szczepan      | 16 tháng 3, 1985 (19 tuổi)  |         | Amica Wronki            |
| 8  | TV | Marcin Smoliński     | 5 tháng 4, 1985 (19 tuổi)   |         | Legia Warszawa          |
| 9  | TV | Marcin Kowalczyk     | 9 tháng 4, 1985 (19 tuổi)   |         | FK Stal Głowno          |
| 10 | TV | Sławomir Peszko      | 19 tháng 2, 1985 (19 tuổi)  |         | Wisła Płock             |
| 11 | HV | Łukasz Piszczek      | 3 tháng 6, 1985 (19 tuổi)   |         | Zagłębie Lubin          |
| 12 | TM | Marcin Juszczyk      | 23 tháng 1, 1985 (19 tuổi)  |         | Górnik Wieliczka        |
| 13 | HV | Piotr Stawowy        | 31 tháng 1, 1985 (19 tuổi)  |         | Górnik Zabrze           |
| 14 | TV | Łukasz Żyrkowski     | 1 tháng 4, 1985 (19 tuổi)   |         | Piast Gliwice           |
| 15 | TĐ | Grzegorz Szymanek    | 8 tháng 12, 1985 (18 tuổi)  |         | Górnik Łęczna           |
| 16 | TĐ | Jakub Błaszczykowski | 14 tháng 12, 1985 (18 tuổi) |         | KS Częstochowa          |
| 17 | TV | Łukasz Jasiński      | 13 tháng 10, 1985 (18 tuổi) |         | Aluminium Konin         |
| 18 | HV | Michał Ilków-Gołąb   | 11 tháng 4, 1985 (19 tuổi)  |         | Polar Wrocław           |

### Tây Ban Nha
Huấn luyện viên:  José Armando Ufarte
| Số | Vt | Cầu thủ             | Ngày sinh (tuổi)           | Số trận | Câu lạc bộ       |
| -- | -- | ------------------- | -------------------------- | ------- | ---------------- |
| 1  | TM | Biel Ribas          | 2 tháng 12, 1985 (18 tuổi) |         | Espanyol B       |
| 2  | HV | Sergio Ramos        | 30 tháng 3, 1986 (18 tuổi) |         | Sevilla          |
| 3  | HV | Javier Garrido      | 15 tháng 3, 1985 (19 tuổi) |         | Real Sociedad    |
| 4  | HV | Alexis              | 4 tháng 8, 1985 (18 tuổi)  |         | Málaga           |
| 5  | HV | Fernando Amorebieta | 29 tháng 3, 1985 (19 tuổi) |         | Athletic Bilbao  |
| 6  | TV | Markel Bergara      | 5 tháng 6, 1986 (18 tuổi)  |         | Real Sociedad B  |
| 7  | HV | Juanfran            | 9 tháng 1, 1985 (19 tuổi)  |         | Real Madrid      |
| 8  | TV | Borja Valero        | 12 tháng 1, 1985 (19 tuổi) |         | Real Madrid      |
| 9  | TĐ | Roberto Soldado     | 27 tháng 5, 1985 (19 tuổi) |         | Real Madrid B    |
| 10 | TĐ | Víctor              | 28 tháng 2, 1985 (19 tuổi) |         | Mallorca         |
| 11 | TĐ | David Silva         | 8 tháng 1, 1986 (18 tuổi)  |         | Eibar            |
| 12 | HV | Javier Chica        | 17 tháng 5, 1985 (19 tuổi) |         | Espanyol B       |
| 13 | TM | Manu Fernández      | 9 tháng 5, 1986 (18 tuổi)  |         | Sporting Gijón B |
| 14 | HV | Miquel Robusté (c)  | 20 tháng 5, 1985 (19 tuổi) |         | Espanyol B       |
| 15 | TV | Raúl Albiol         | 4 tháng 9, 1985 (18 tuổi)  |         | Getafe           |
| 16 | TV | Rubén de la Red     | 5 tháng 6, 1985 (19 tuổi)  |         | Real Madrid B    |
| 17 | TĐ | Joan Tomàs          | 17 tháng 5, 1985 (19 tuổi) |         | Espanyol B       |
| 18 | TV | Jaime Gavilán       | 12 tháng 5, 1985 (19 tuổi) |         | Tenerife         |

### Thổ Nhĩ Kỳ
Huấn luyện viên:  Gündüz Tekin Onay
| Số | Vt | Cầu thủ           | Ngày sinh (tuổi)           | Số trận | Câu lạc bộ        |
| -- | -- | ----------------- | -------------------------- | ------- | ----------------- |
| 1  | TM | Serkan Kırıntılı  | 15 tháng 2, 1985 (19 tuổi) |         | Adanaspor         |
| 2  | HV | Hakan Aslantaş    | 26 tháng 8, 1985 (18 tuổi) |         | Gençlerbirliği    |
| 3  | HV | Orhan Şam         | 1 tháng 6, 1986 (18 tuổi)  |         | Gençlerbirliği    |
| 4  | HV | Ozan Tahtaişleyen | 18 tháng 1, 1985 (19 tuổi) |         | Beşiktaş          |
| 5  | HV | Ergün Teber       | 1 tháng 9, 1985 (18 tuổi)  |         | Kayserispor       |
| 6  | TV | Zafer Şakar       | 25 tháng 9, 1985 (18 tuổi) |         | Galatasaray       |
| 7  | TV | Olcan Adın        | 30 tháng 9, 1985 (18 tuổi) |         | Antalyaspor       |
| 8  | TV | Sezer Öztürk      | 3 tháng 11, 1985 (18 tuổi) |         | Bayer Leverkusen  |
| 9  | TV | Kerim Zengin      | 13 tháng 4, 1985 (19 tuổi) |         | Mersin İdmanyurdu |
| 10 | TV | Selçuk İnan       | 10 tháng 2, 1985 (19 tuổi) |         | Dardanel          |
| 11 | TĐ | Ali Öztürk        | 28 tháng 7, 1986 (17 tuổi) |         | Gençlerbirliği    |
| 12 | TM | Şener Özcan       | 3 tháng 3, 1985 (19 tuổi)  |         | Gençlerbirliği    |
| 13 | TĐ | Burak Yılmaz      | 15 tháng 7, 1985 (18 tuổi) |         | Antalyaspor       |
| 14 | TĐ | Emre Aygün        | 1 tháng 6, 1985 (19 tuổi)  |         | Yimpaş Yozgatspor |
| 15 | TV | Sinan Turan       | 1 tháng 7, 1985 (19 tuổi)  |         | Elazığspor        |
| 16 | TĐ | Cafercan Aksu     | 15 tháng 1, 1987 (17 tuổi) |         | Galatasaray       |
| 17 | TĐ | Onur Çubukçu      | 1 tháng 6, 1985 (19 tuổi)  |         | Beylerbeyi        |
| 18 | HV | Tuğçin Kadıoğlu   | 20 tháng 8, 1986 (17 tuổi) |         | Aromaspor         |